# 開雲浦駅
開雲浦駅（ケウンポえき）は、大韓民国蔚山広域市南区にある韓国鉄道公社（KORAIL）東海線の駅。当駅には電鉄線の電車のみが停車する。

## 歴史
- 1992年8月20日 - 廃止された達里駅の代替として仙岩信号場として開業。
- 2021年8月26日 - 開雲浦駅に改称、釜山鎮駅起点63.5kmに変更[1]。
- 2021年12月28日 - 東海電鉄線が日光駅 - 太和江駅間で延伸開業したことにより、旅客営業を開始する[2]。

## 隣の駅
韓国鉄道公社
●東海電鉄線(広域電鉄)
徳下駅 - 開雲浦駅 - 太和江駅